# 乌克兰反示威法
乌克兰反示威法指十项限制言论自由和集会自由的法律。2014年1月16日，乌克兰最高拉达通过该项法案，史称“黑色星期四”，并于次日在自11月开始的大规模反政府抗议活动的浪潮下，总统维克托·亚努科维奇签署法令。法律被亲欧盟运动示威者、非政府组织、学者和乌克兰媒体统称为“独裁统治的法律”（烏克蘭語：закони про диктатуру）。
西方国家批评法律凸显出乌克兰不民主的本质以及明显想遏制抗议、言论自由和非政府组织活动权利的能力。媒体和学者称法律为“霸王法律” ，历史学家蒂莫西·斯奈德声称他们高效地确立一个独裁统治的国家。法律在国际上遭到广泛谴责，美国国务卿约翰·克里称法律反民主。
法律由国会议员瓦季姆·科列斯尼琴科和地区党主席弗拉基米尔·奥列伊尼克拟定，受到地区党和共产党组成的投票集团和一些独立议员的支持。法律违反程序。新法律生效后，内政部部长维塔利·扎尔哈琴科承诺“每项犯罪都会被我方严惩。”
2014年1月28日，议会取消九项反示威法律。